# Menai Suspension Bridge

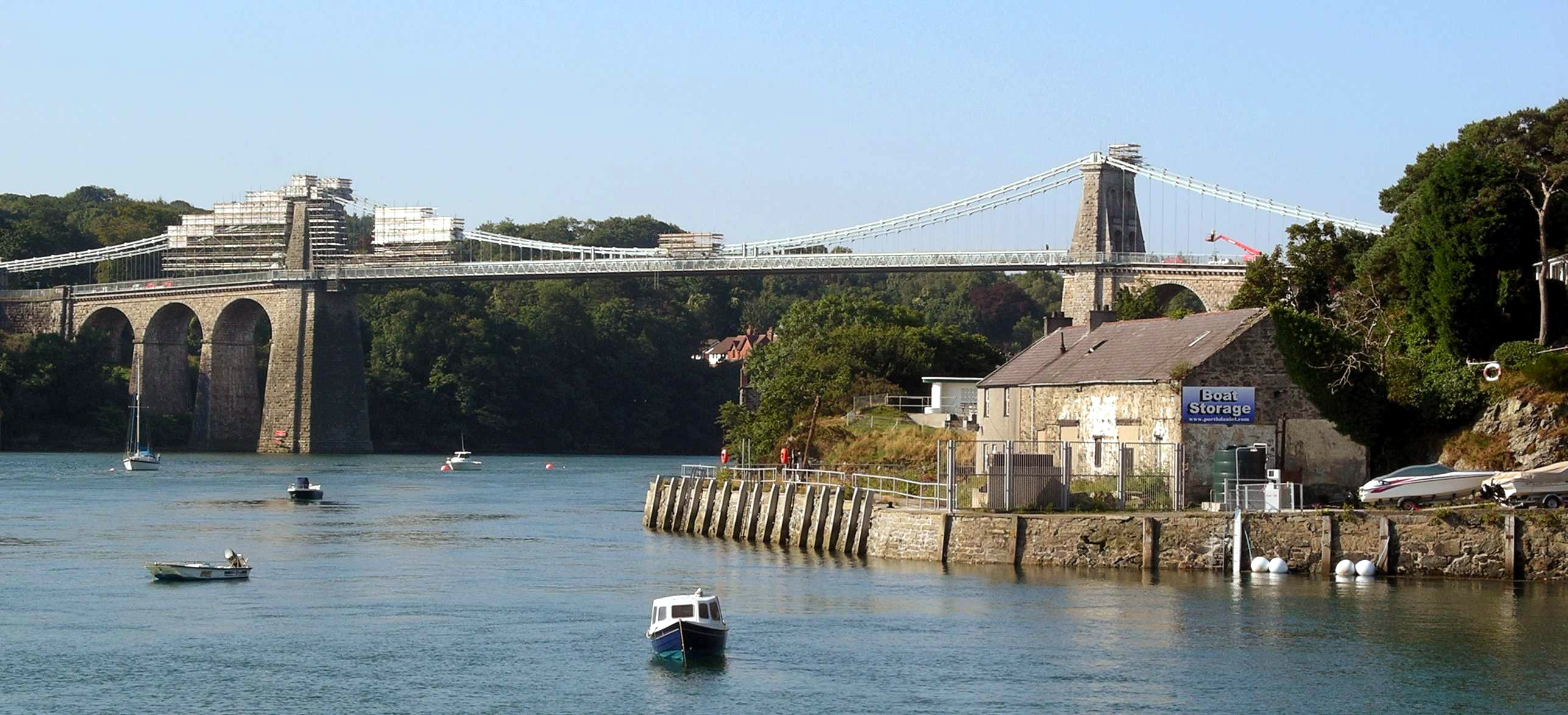
Srpen 2005: visutý most Menai získává nový nátěr

Řetězový most Menai, anglicky Menai Suspension Bridge spojuje ostrov Anglesey u severozápadního pobřeží Walesu s ostrovem Velká Británie.

## Historie
Až do dokončení mostu v roce 1826 byl jediným spojením rozsáhlého a historicky i ekonomicky významného ostrova se zbytkem Walesu trajekt. Zejména po vytvoření Unie Velké Británie a Irska (Acts of Union 1800) se ukázala potřeba zrychlení a rozšíření dopravního spojení s Irskem. Hlavní lodní linky vedly z přístavu Holyhead na ostrově Anglesey do Dublinu.
Úkolem vyřešit dopravu na trase Londýn – Holyhead byl pověřen Thomas Telford. Jako klíčovou stavbou celého projektu navrhl řetězový most přes úžinu Menai z města Bangor na pevnině k vesničce Porthaethwy, nyní známou jako Menai Bridge na Anglesey. Zadání projektu požadovalo, aby umožňoval proplutí lodí o výšce 30 m při vrcholném přílivu.
Stavba mostu začal v roce 1819 výstavbou pilířů na obou stranách průlivu. Následovalo zavěšení šestnácti řetězů. Každý z nich má 935 ok a délku 176 m. Proti korozi byly řetězy namáčeny do lněného oleje. Most byl slavnostně otevřen 30. ledna 1826 a podařilo se tak v tehdejších dopravních podmínkách zrychlit cestu z Londýna do Holyheadu ze 36 na 27 hodin.
V roce 1839 byl poškozen silnou vichřicí. Původní dřevěná vozovka byla roku 1893 nahrazena ocelovými deskami. Postupem času se původně plánovaná nosnost 4,5 tuny ukázala být nedostatečná. V roce 1850 byl dokončen v těsné blízkosti (1,5 km západněji) most Britannia a roku 1938 byly původní železné řetězy za plného provozu nahrazeny ocelovými.
V roce 2005 byl most navržen k zařazení do seznamu světového kulturního a přírodního dědictví UNESCO. Most je vyobrazen na rubu britských jednolibrových mincí ražených v roce 2005.
28. února 2005 byl na šest měsíců uzavřen jeden jízdní pruh. Most byl znovu zprovozněn pro provoz v obou směrech 11. prosince 2005 po prvním kompletním nátěru po 65 letech. Dne 21. října 2022 byl most uzavřen bez předchozího upozornění. V prohlášení velšské vlády se uvádí, že most byl uzavřen z důvodu nezbytných údržbářských prací na základě bezpečnostních doporučení od stavebních inženýrů. Zpočátku byl most zcela uzavřen v obou směrech, ale brzy byl znovu otevřen pro pěší a cyklisty.
2. února 2023 byl most znovu otevřen v obou směrech, avšak s omezením hmotnosti vozidel na sedm a půl tuny. Termín skončení opravných prací ještě nebyl stanoven.

## Zajímavosti
Podle tohoto mostu je pojmenovaná operace Menai Bridge, která slouží jako plán v případě úmrtí Karla III. Britského.